# Ditrichocorycaeus asiaticus
Ditrichocorycaeus asiaticus – gatunek widłonoga z rodziny Corycaeidae. Opisał go w 1894 roku niemiecki zoolog Friedrich Dahl, nadając mu nazwę Corycaeus asiaticus.